# Patrícia Fischerová
Patrícia Fischerová (* 26. August 1993 in Martin) ist eine slowakische Fußballnationalspielerin.

## Karriere

### Verein
Fischerová begann ihre Karriere bei ŠK Turčianska Štiavnička. Später wechselte sie in die C-Jugend des ŠKF Žirafa Žilina, wo sie zur Saison 2010/2011 ihr Debüt gab.
Im Sommer 2012 verkündete sie gemeinsam mit ihrer Vereinskollegin Patrícia Hmírová ihren Wechsel zum polnischen Ekstraliga Team 1. FC Kattowitz. Nach zwei Spielzeiten, wechselte sie innerhalb Polen's zum KGHM Zagłębie Lubin und ein Jahr später zum KKS Czarni Sosnowiec.

### Nationalmannschaft
Die vierfache slowakische U-19 Nationalspielerin, gab am 31. März 2012 ihr A-Länderspieldebüt in der Fußball-Europameisterschaft der Frauen-Qualifikation die Finnische Fußballnationalmannschaft der Frauen. Am 5. April 2024 bestritt sie beim 2:0-Sieg gegen Israel im ersten Spiel der Qualifikation für die EM 2025 ihr 100. Länderspiel.